# Erik Ingemann Nielsen
Erik Ingemann Nielsen ( født 1959 i Randers) er en dansk radiovært, forfatter, konferencier, journalist og podcaster. Erik Nielsen opfandt i 2017 sammen med P4-vært Jakob Risbro 'Brunsvigerens Dag', som fejres hvert år den 11. oktober. I forbindelse med Brunsvigerens Dag udnævnes hvert år brunsvigerambassadører. Blandt ambassadører er den fynske sangstjerne MØ, tv-kokken Claus Holm, den socialdemokratiske tidligere forsvarsminister Trine Bramsen, ex-klimaminister Dan Jørgensen og en stribe andre primært fynske kendisser. Erik Ingemann Nielsen udgav i 2019 Bogen om Brunsvigeren på forlaget Turbine. Han medvirker desuden i 2021 i tv-programmet Ingemann og Fyn. I 2018 lavede Erik Ingemann Nielsen sammen med radiovært Jesper Lind årets mest aflyttede radioprogram, da de den 30 september udkom på DR P4 med et 6-timers direkte mindeprogram i anledning af Kim Larsens død. Erik Nielsen er kendt som sportsjournalist, hvor han i 19 sæsoner kommenterede sport på DRs P3. Han har arbejdet på TV Aalborg 1988-91, TV 2/Bornholm 1993-94, Horsens Folkeblad 1994-97. Danmark Radio på Fyn 1997, hvor han var i 25 år, inden han i 2022 blev ramt af en blodprop i hjernen.  
Erik Nielsen har udgivet bøgerne Sportens Stemmer ( 2013) om danske sportskommentatorer på radio og tv, Gudmekongerne - Bogen om GOG (2017), Bogen om Brunsvigeren ( 2019). Kuglepen - Bogen om Tommy Poulsen ( 2021), Mål i Odense ( 2024). Erik Nielsen har desuden oversat den prisvindende fodboldbog 32 Programmer af Dave Roberts (2013).